# Linothele monticolens
Linothele monticolens är en spindelart som först beskrevs av Chamberlin 1916.  Linothele monticolens ingår i släktet Linothele och familjen Dipluridae.
Artens utbredningsområde är Peru. Inga underarter finns listade i Catalogue of Life.